# Ialtris parishi
Ialtris parishi är en ormart som beskrevs av Cochran 1932. Ialtris parishi ingår i släktet Ialtris och familjen snokar. Inga underarter finns listade i Catalogue of Life.
Arten förekommer i Västindien på västra Hispaniola samt på Tortuga. Honor lägger ägg. Utbredningsområdet ligger upp till 240 meter över havet. Denna orm lever i skogar och den gräver antagligen i lövskiktet.
Beståndet hotas av landskapsförändringar och flera exemplar dödas av introducerade manguster. Fram till 2015 var ungefär sju individer kända som hittades före 1968. IUCN listar arten som akut hotad (CR).